# (31596) Ragavender
1999 FL46 (asteroide 31596) é um asteroide da cintura principal. Possui uma excentricidade de 0.13483310 e uma inclinação de 1.81261º.
Este asteroide foi descoberto no dia 20 de março de 1999 por LINEAR em Socorro.